# Thomasin McKenzie
Thomasin Harcourt Mckenzie (26 de juliol de 2000) és una actriu neozelandesa. És coneguda pel seu paper en la pel·lícula de 2018 Leave No Trace, el qual va ser objecte d'aclamació unànime.

## Vida Personal
McKenzie va néixer a Wellington, la capital neozelandesa, i és filla de l'actriu Miranda Harcourt i del director Stuart McKenzie. Té ascendència anglocelta i viu a Welllington, on es va graduar al Samuel Marsden Collegiate School, el 2018.
McKenzie és la neta de l'actriu Kate Harcourt i de Peter Harcourt, descendent de la família que va fundar l'empresa immobiliària Harcourts International.

## Filmografia

### Pel·lícules
| Any  | Títol                                     | Paper               | Notes                                                       |
| ---- | ----------------------------------------- | ------------------- | ----------------------------------------------------------- |
| 2012 | Existence                                 | Scraps              |                                                             |
| 2014 | Consent: The Louise Nicholas Story        | Jove Louise         |                                                             |
| 2014 | A Long Beside                             | Kate (jove)         | Curtmetratge                                                |
| 2014 | The Hobbit: The Battle of the Five Armies | Astrid              |                                                             |
| 2015 | The Boyfiend Game                         | Edith               |                                                             |
| 2017 | The Changeover                            | Rose Keaton         |                                                             |
| 2018 | Leave No Trace                            | Tom                 | Premi Independent Spirit a la millor interpretació femenina |
| 2019 | The King                                  | Felipa d'Anglaterra |                                                             |
| 2019 | Jojo Rabbit                               | Elsa Korr           |                                                             |
| 2019 | True History of the Kelly Gang            | Mary                |                                                             |
| 2020 | Last Night in Soho                        | Eloise              |                                                             |
| 2020 | Lost Girls                                |                     |                                                             |

### Televisió
| Any  | Títol                              | Paper        | Notes             |
| ---- | ---------------------------------- | ------------ | ----------------- |
| 2014 | Consent: The Louise Nicholas Story | Jove louise  | Telefilm          |
| 2015 | Shortland Street                   | Pixie Hannah | 28 episodis       |
| 2016 | Bright Summer Night                | Petra Quince | Episodi: "Finale" |
| 2016 | Jean                               | Jove Jean    | Telefim           |
| 2017 | The Cul De Sac                     | Willa        | 3 episodis        |
| 2017 | Lucy Lewis Can't Lose              | Lucy Lewis   | 11 episodis       |